# Ugandska nogometna reprezentacija
Ugandska nogometna reprezentacija je nacionalni nogometni sastav Ugande pod vodstvom Ugandskog nogometnog saveza (eng. Federation of Uganda Football Associations). Prvu nogometnu utakmicu Uganda je odigrala 1. svibnja 1926. u doba britanske kolonijalne vlasti protiv Kenije u Nairobiju (1:1). Uganda je protiv Kenije 1932. ostvarila i najveću pobjedu - 13:1.
Uganda je punopravna članica CAF i FIFA - kontinentalnih i međunarodnih nogometnih saveza te nosi Fifin kod - UGA. Službeni domaći stadion je Nacionalni stadion Mandela.

## Uspjesi
Uganda je do sada nastupala pet puta na kontinentalnom Afričkom kupu nacija na kojem je debitirala 1962. Najbolji rezultat je ostvaren 1978. - drugo mjesto. Od većih uspjeha tu je i 11 naslova prvaka CECAFA kupa čime je Uganda najuspješnija reprezentacija u povijesti tog kupa. Riječ je o najstarijem nogometnom natjecanju u Africi u kojem se natječu reprezentacije središnje i istočne Afrike.
1989. Uganda je nastupila u finalu Kupa mira i prijateljstva igranom u Kuvajtu.

## Ugandski reprezentativci

### Širi popis
| #         | Pozicija         | Ime                | Datum rođenja      | Klub                  |
| --------- | ---------------- | ------------------ | ------------------ | --------------------- |
|           | vratar           | Denis Onyango      | 15. svibnja 1985.  | Mpumalanga Black Aces |
|           | vratar           | Abel Dhaira        | 9. rujna 1987.     | IBV                   |
|           | branič           | Simon Masaba       | 23. ožujka 1983.   | URA                   |
|           | branič           | Andrew Mwesigwa    | 24. travnja 1984.  | Ordabasy              |
|           | branič           | Joseph Kizito      | 27. srpnja 1982.   | Partizan Beograd      |
|           | branič           | Ibrahim Sekagya    | 19. prosinca 1980. | Red Bull Salzburg     |
|           | branič           | Godfrey Walusimbi  | 3. srpnja 1989.    | Bunamwaya             |
|           | branič           | Henry Kalungi      | 25. studenog 1987. | Richmond Kickers      |
|           | vezni            | Stephen Bengo      | 24. siječnja 1988. | URA                   |
|           | vezni            | Tony Mawejje       | 15. studenog 1986. | IBV                   |
|           | vezni            | Mike Mutyaba       | 22. prosinca 1992. | Bunamwaya             |
|           | vezni            | Joseph Kabagambe   | 3. rujna 1984.     | El Neel               |
|           | vezni            | Owen Kasule        | 3. ožujka 1989.    | Bunamwaya             |
|           | vezni            | Vincent Kayizi     | 6. ožujka 1984.    | Novi Pazar            |
|           | vezni            | David Obua         | 10. travnja 1984.  | Hearts                |
|           | vezni            | Noah Babadi Kasule | 15. svibnja 1985.  | Gandzasar             |
|           | vezni            | Patrick Ochan      | 8. kolovoza 1988.  | TP Mazembe            |
|           | vezni            | Hassan Wasswa      | 14. veljače 1988.  | Altay                 |
|           | napadač          | Geoffrey Massa     | 19. veljače 1986.  | Etisalat              |
|           | napadač          | Hamis Kizza        | 10. prosinca 1990. | Yanga                 |
|           | napadač          | Hamis Kizza        | 5. lipnja 1986.    | URA                   |
|           | napadač          | Hamis Kizza        | 6. srpnja 1983.    | Vasco da Gama         |
| Izbornik: | Bobby Williamson |                    |                    |                       |

## Izbornici Ugande kroz povijest
| - Burkhard Pape (1968. – 1972.) - David Otti (1973. – 1974.) - Westerhoff Otto (1974. – 1975.) - Peter Okee (1976. – 1981.) - Bidandi Ssali (1982.) - Peter Okee (1983.) - George Mukasa (1984. – 1985.) - Barnabas Mwesiga (1986. – 1988.) - Robert Kiberu (1988. – 1989.) - Polly Ouma (1989. – 1995.) - Timothy Ayieko (1995. – 1996.) |  | - Asuman Lubowa (1996. – 1999.) - Paul Hasule (1999.) - Harrison Okagbue (1999. – 2001.) - Paul Hasule (2001. – 2003.) - Pedro Pasculli (2003.) - Leo Adraa (2003. – 2004.) - Mike Mutebi (2004.) - Muhammed Abbas (2004. – 2006.) - Csaba László (2006. – 2008.) - Bobby Williamson (2008. - danas) |

## Vanjske poveznice
- Reprezentacija Ugande na FIFA.com  Arhivirana inačica izvorne stranice od 29. travnja 2007. (Wayback Machine)